# セルジオ・フロッカリ
セルジオ・フロッカリ（Sergio Floccari, 1981年11月12日 - ）は、イタリア出身の元サッカー選手。現役時代のポジションはFW。

## 経歴
21歳まで下部リーグでプレーした後、2002年にジェノアCFCに加入。その後リミニで4シーズンを過ごしリミニをセリエC2からセリエBまで昇格させると、2006年1月1日にメッシーナへと移籍しセリエAにデビューする。メッシーナでは目立った活躍はできなかったが、2007年7月18日にアタランタに移籍。2007-2008はチーム2位の8ゴールを挙げ、2008-09シーズンにはチームトップの12ゴールを挙げるなど活躍し、チームを2年連続でセリエA残留に導いた。その活躍から2009年5月20日、移籍金1100万ユーロで古巣のジェノアに7年ぶりに復帰することが発表された。インテルに移籍したディエゴ・ミリートの穴を埋める期待をされたが、11試合で4ゴールに留まった。2010年1月4日、シーズン終了までの期限付きでSSラツィオへ移籍。ラツィオ移籍後最初の公式戦となった1月6日のリヴォルノ戦で移籍後初出場すると、いきなり2得点を挙げ勝利に貢献した。その後も貴重なゴールを連発して途中加入ながら17試合に出場してチーム最多の8ゴールを挙げ、ラツィオの残留に大きく貢献した。シーズン終了後に完全移籍。
2011年8月31日、パルマFCに期限付き移籍し1シーズンを過ごした後、2013-14シーズンにはラツィオに復帰したものの、2014年1月30日にUSサッスオーロ・カルチョへ完全移籍を果たした。
2016年1月11日、ボローニャFCへ移籍。

## 代表歴
2010年10月のEURO2012予選に向けたイタリア代表メンバーに初めて招集されたが、出番は訪れなかった。

## 所属クラブ
- アヴェッツァーノ・カルチョ 1997-1998
- カルチョ・モンテベッルーナ 1998-200
- ACメストレ 2000-2002

→ ファエンツァ・カルチョ 2001-2002 (loan)
- ジェノアCFC 2002-2003
- リミニ・カルチョFC 2003-2006
- FCメッシーナ 2006-2007
- アタランタBC 2007-2009
- ジェノアCFC 2009-2010

→ SSラツィオ 2010 (loan)
- SSラツィオ 2010-2014

→ パルマFC 2011-2012 (loan)
- USサッスオーロ・カルチョ 2014-2016
- ボローニャFC 2016-2017
- S.P.A.L. 2017-2021

## タイトル
クラブ
SSラツィオ
- コッパ・イタリア 2012-13

S.P.A.L.
- セリエB 2016-17